# Plafond (bouw)

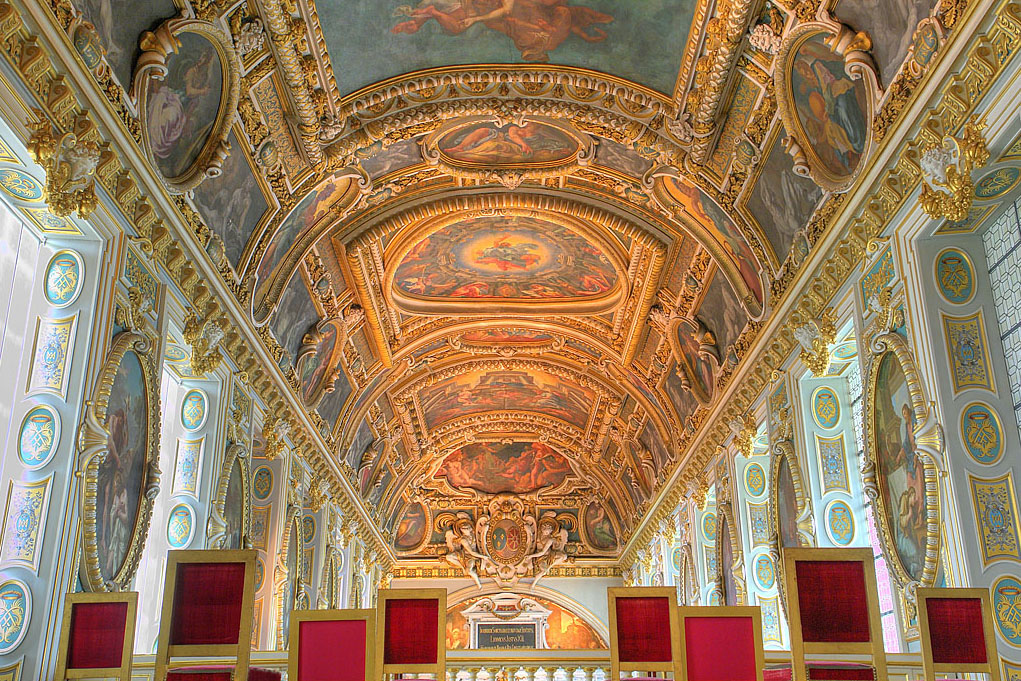
Kapel van Fontainebleau: gestuct en beschilderd plafond

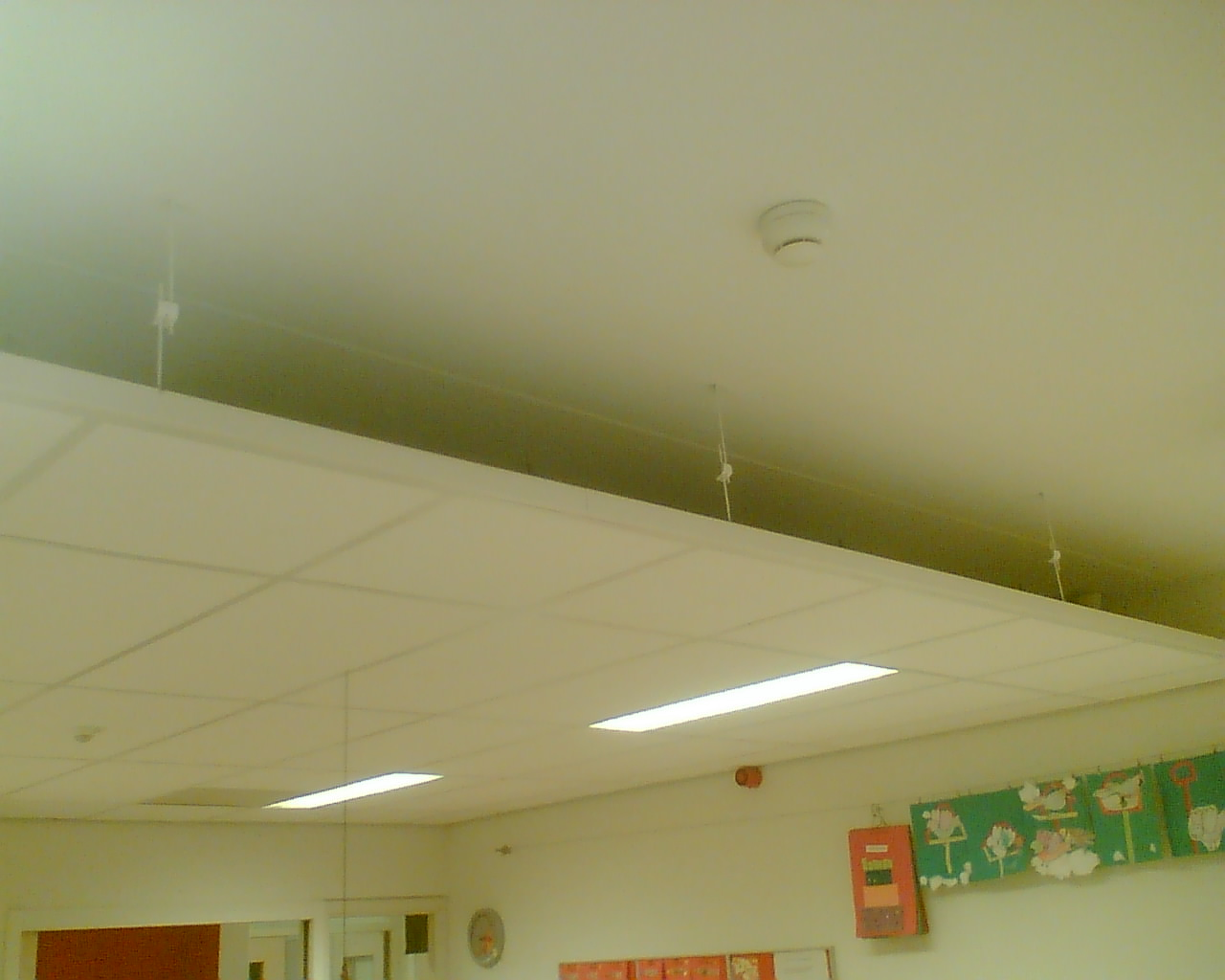
Systeemplafond

Een plafond of zoldering is de bovenafsluiting van een ruimte of vertrek in een gebouw.
Het eenvoudigste plafond is de onderkant van de vloer van de verdieping erboven. Verder kan een plafond rechtstreeks tegen de vloer zijn aangebracht en is dan een afwerklaag van deze constructievloer. Een plafond kan worden opgehangen of vrij overspannen, zodat er een vrije ruimte ontstaat tussen onderkant vloer en bovenkant plafondconstructie.

## Functies
- het verfraaien van een ruimte;
- opnemen van verlichtingsarmaturen en of ventilatie;
- verbergen van kabels en andere leidingen;
- het dempen van geluid; geluidwering naar bovenliggende vertrekken;
- brandvertragende werking naar bovenliggende ruimten;

## Materialen
- getimmerd plafond, al of niet vrijdragend, bijvoorbeeld een balkenplafond of een cassetteplafond;
- gemetseld plafond van baksteen denk aan een gewelf of koepel;
- gestukadoord plafond, op diverse ondergronden, al of niet vrijdragend;
- beschilderd plafond, bijvoorbeeld met fresco's of beschilderde panelen;

## Soorten plafonds
- systeemplafond, soms is ventilatie en verlichting geïntegreerd;
- spanplafond, een doek dat onder een vloer of bestaand plafond gespannen wordt
- cassetteplafond, een plafond met (vierkante) verdiepte of verhoogde vakken die al dan niet gevuld zijn

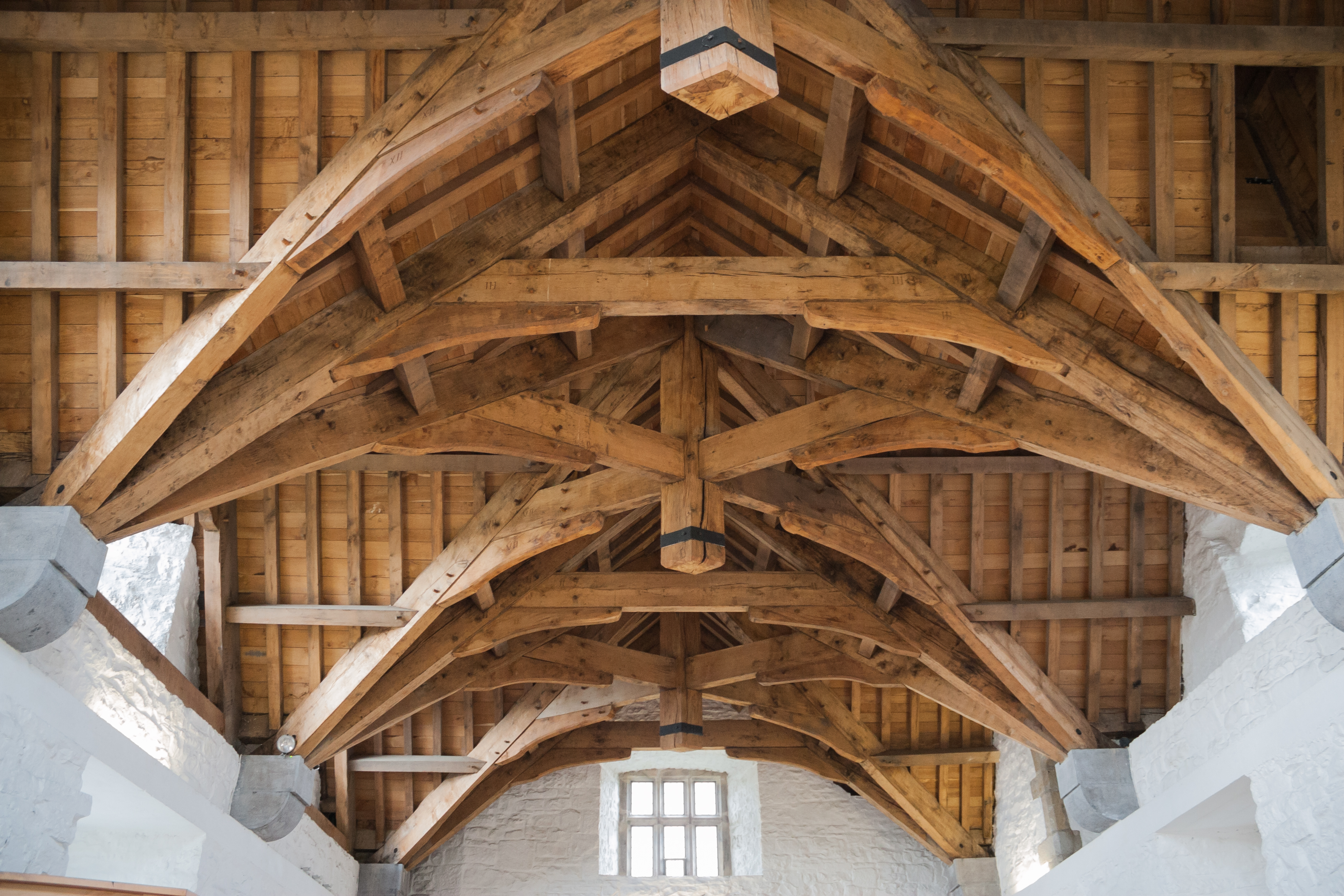
Open balkenplafond, Donegal Castle, Ierland
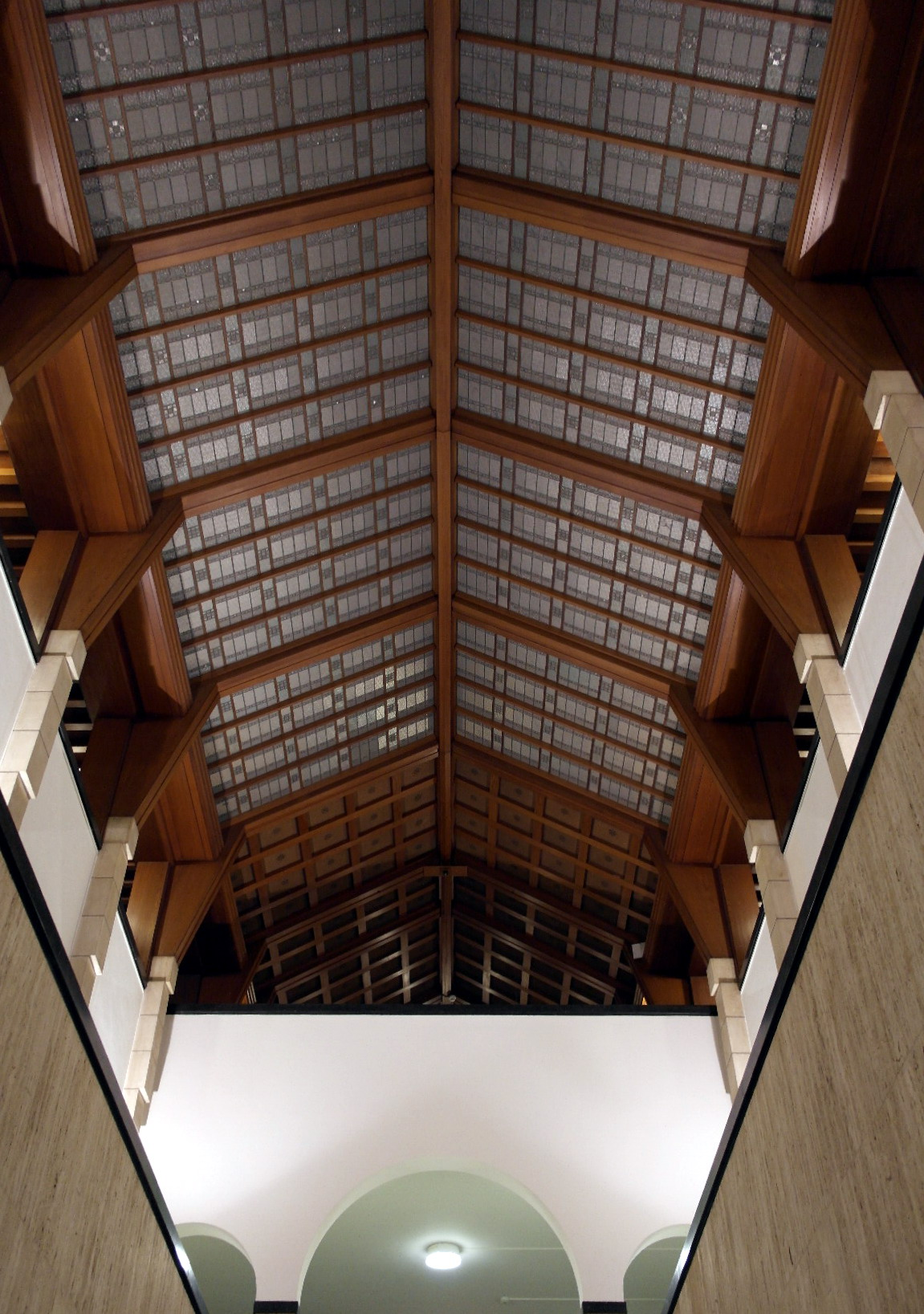
Cassetteplafond met glaspanelen, Oud Gouvernement, Maastricht
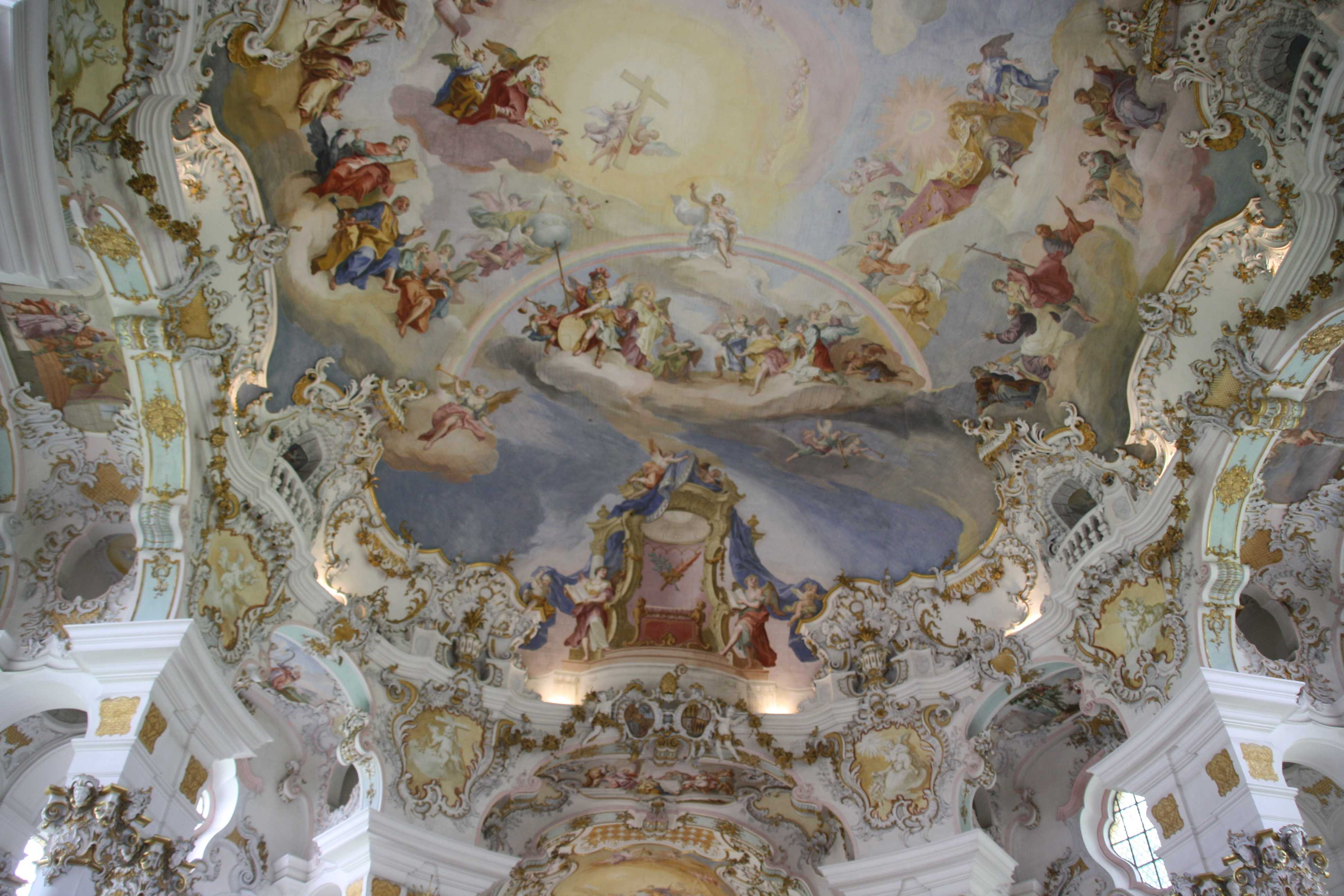
Gestukadoord plafond met fresco's, Wieskirche, Beieren
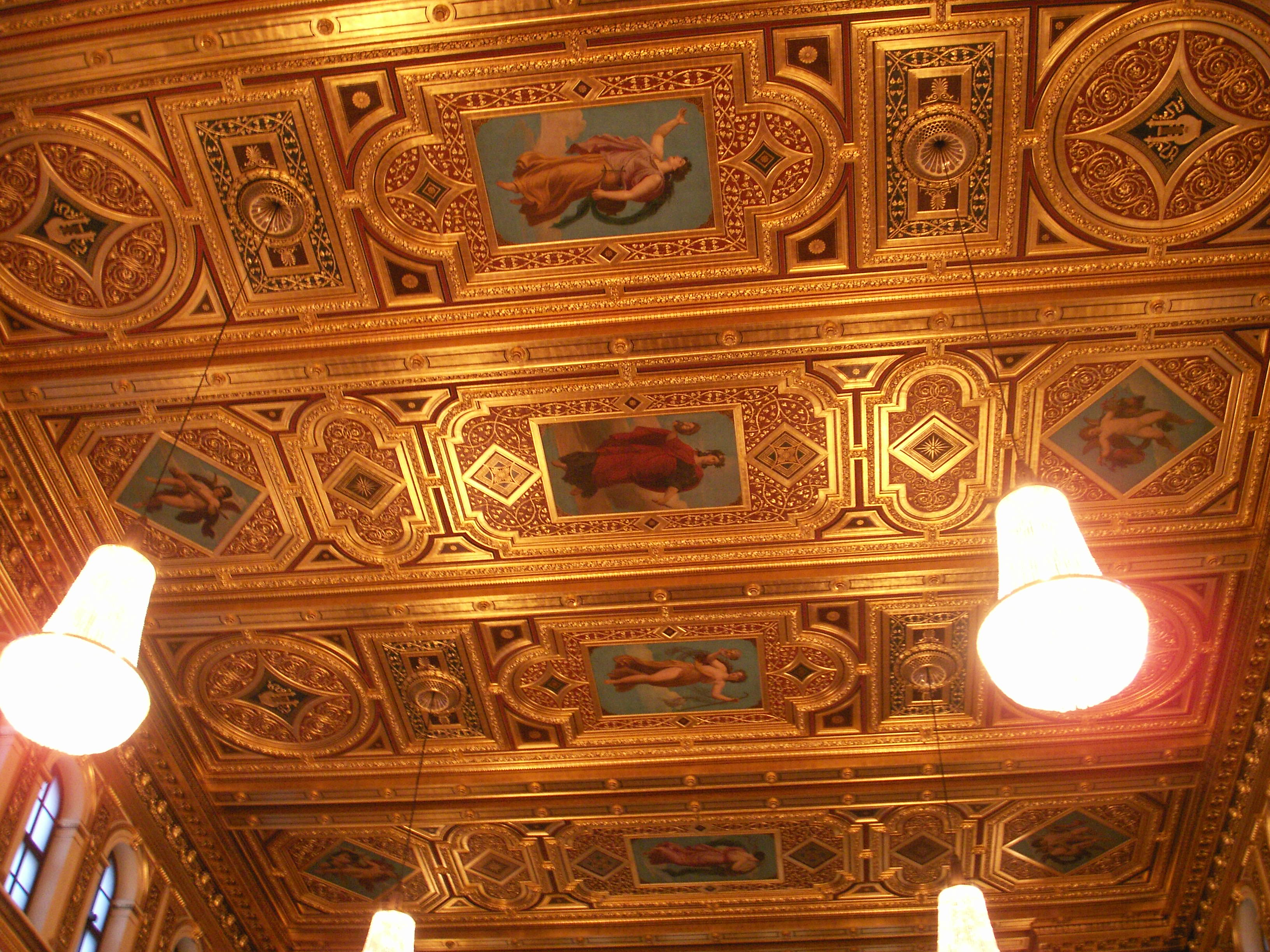
Verguld cassetteplafond met plafondschilderingen, Wiener Musikverein, Wenen